# Gunung Bayangkaki
Gunung Bayangkaki är ett berg i Indonesien.   Det ligger i provinsen Jawa Timur, i den västra delen av landet, 600 km öster om huvudstaden Jakarta. Toppen på Gunung Bayangkaki är 713 meter över havet, eller 225 meter över den omgivande terrängen. Bredden vid basen är 2,0 km.
Terrängen runt Gunung Bayangkaki är kuperad åt sydost, men åt nordväst är den platt. Runt Gunung Bayangkaki är det tätbefolkat, med 442 invånare per kvadratkilometer. Närmaste större samhälle är Ponorogo, 17,7 km nordväst om Gunung Bayangkaki. Omgivningarna runt Gunung Bayangkaki är en mosaik av jordbruksmark och naturlig växtlighet.